# Faisan prélat
Lophura diardi
Espèce
Statut de conservation UICN

 LC  : Préoccupation mineure
Le Faisan prélat (Lophura diardi) est une espèce d'oiseau appartenant à la famille des Phasianidae.
Son épithète spécifique est attribué au naturaliste et explorateur Pierre-Médard Diard (1794-1863).

## Distribution
Cet oiseau vit en Indochine : du nord du Laos au sud, nord-est et sud-est de la Thaïlande, Cambodge, est du Viêt Nam à partir du nord de l’Annam.
On estime sa population a 10000 individus en Asie du Sud-Est dont 5000 en Thaïlande.

## Description
Le mâle mesure 75-85 cm de long (dont 30-40 cm pour le corps) et pèse de 900 à 1200 g. Sa tête est rouge et son plumage gris, bleuté et noir.

La femelle est un peu plus petite, elle mesure 55-65 cm et pèse de 600 à 900 g. Sa tête et son cou sont brun foncé et son plumage est marron.

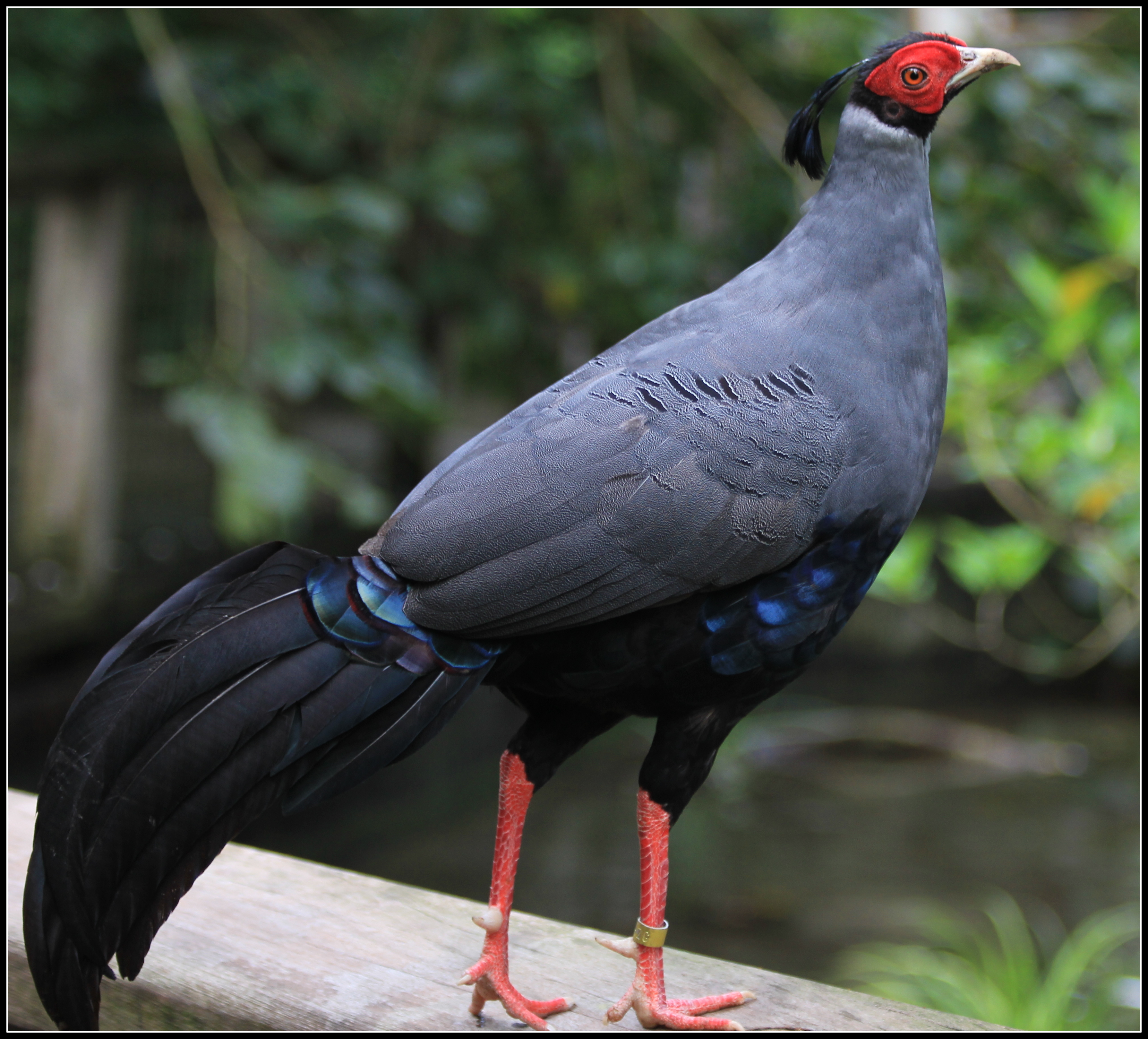
mâle
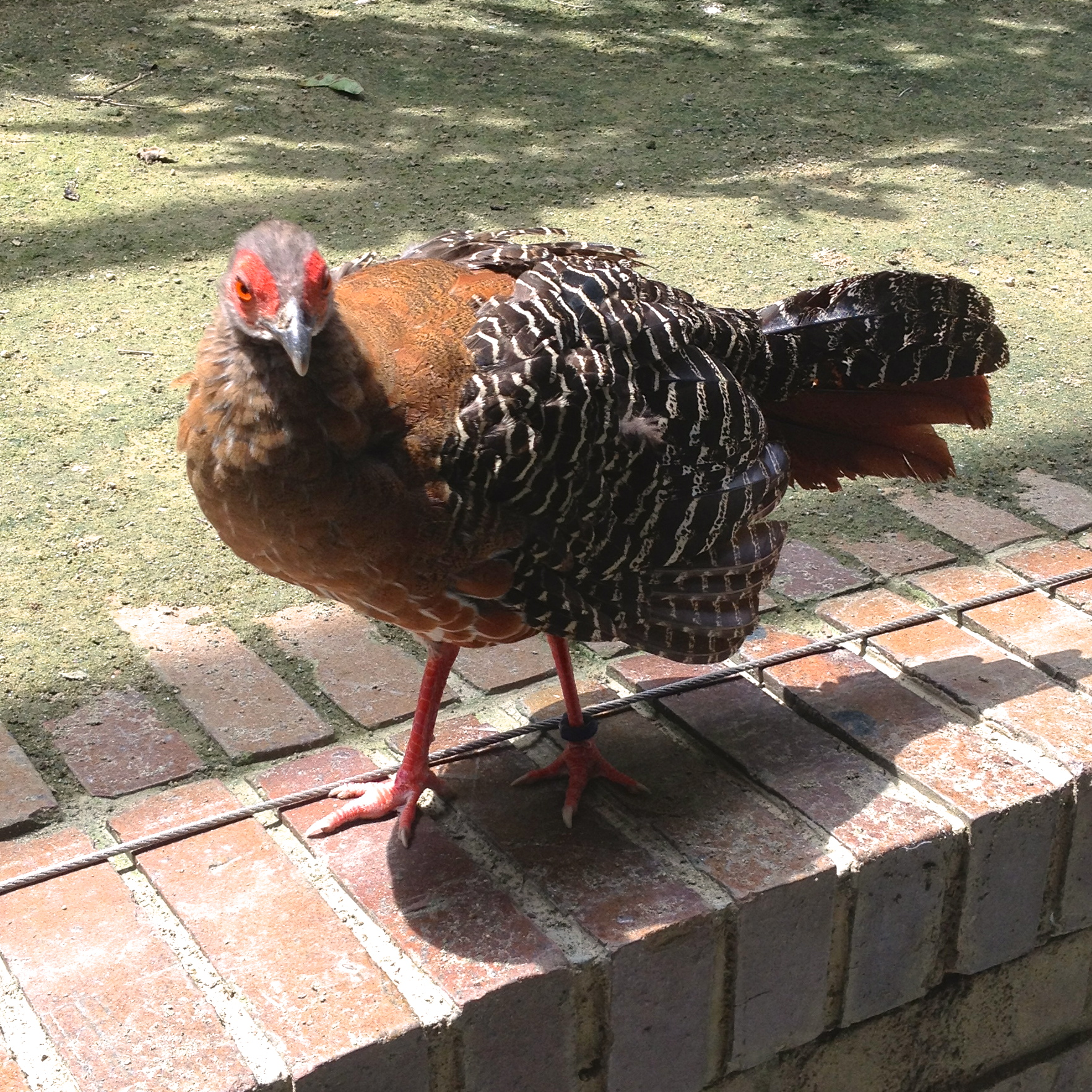
femelle

## Habitat
Il habite les forêts tropicales primaires et secondaires, persistantes et à larges feuilles ou semi-persistantes des régions basses jusqu’à un maximum de 800 m. 
On le trouve aussi dans les boisements mixtes, les massifs de bambous, les forêts secondaires et les broussailles, souvent proches des routes et des chemins forestiers, principalement dans les plaines ou les collines en dessous de 500 m d'altitude.
Dans le parc national de Bach Ma au Viêt Nam, il vit entre 300 et 900 m, dans les forêts de plaines et de collines.

## Alimentation
Le faisan prélat est omnivore.
Son régime alimentaire comporte toutes sortes de fruits, baies, vers de terre, insectes et même des petits crabes terrestres qu’il recherche en grattant le tapis de feuilles de la forêt. Les litières épaisses et humides sont susceptibles de fournir une grande quantité d’invertébrés d’où une haute teneur en protéines.
Il traque aussi les insectes dans le voisinage du bétail ou des buffles sauvages (gaurs...).

## Comportement non social
Tous les auteurs s’accordent à qualifier ce faisan de difficile d’observation, gardant l’ombre du couvert végétal la journée et semblant actif surtout au petit matin puis tard dans l’après-midi lorsqu’il fourrage seul ou en groupes familiaux.

## Comportement social
L’ensemble des données obtenues en milieu naturel et en captivité suggère que l’espèce est monogame.

## Parade nuptiale
Elle n’est connue que par des observations en captivité mais semble typique des autres Lophura avec des battements d’ailes audibles de loin au moment de la reproduction.

## Nidification

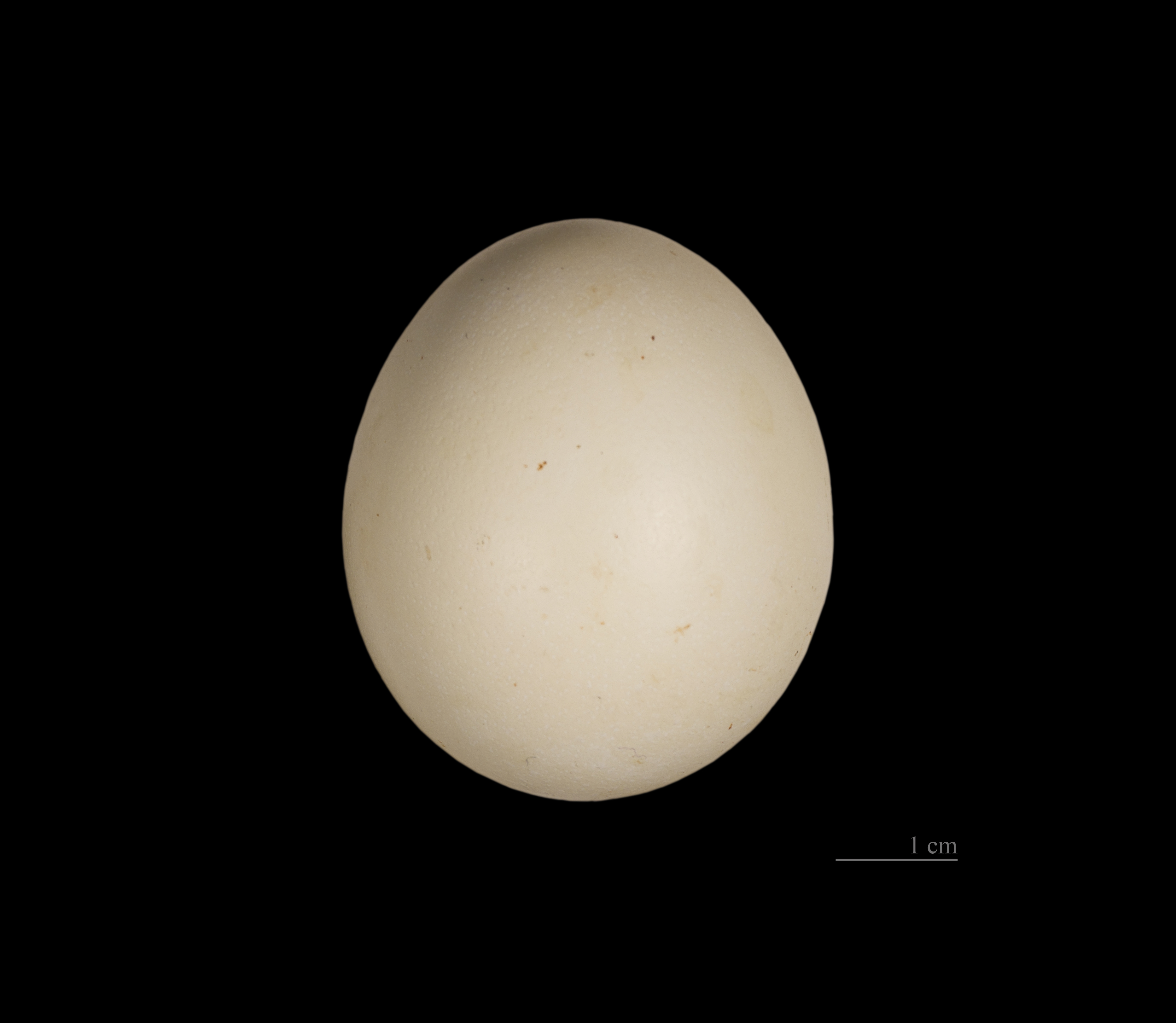
Lophura diardi - Muséum de Toulouse

Elle est peu documentée : des œufs (de un à huit) ont été épisodiquement collectés de la mi-avril à fin-juin. Seuls des mâles ont été observés régulièrement de mars à juin, ce qui suggère que les femelles sont en couvaison ou cachées dans le sous-bois avec leurs jeunes.
La femelle couve ses œufs pendant 24 à 25 jours.

## Statut, conservation
Cette espèce souffre de la destruction de son habitat pour l’agriculture et l’exploitation forestière. À ce tableau s’ajoute une forte pression du piégeage pour la consommation et le commerce locaux. Elle a fait l’objet d’un programme d’élevage in situ à Bangpra en Thaïlande en vue d’une réintroduction. Bangpra était au milieu des années 1980, l’un des meilleurs centres d’élevage de faisans d’Asie du Sud-Est.